# Heti Dörgés Villám Gézával
A Heti Dörgés Villám Gézával a magyar Comedy Central csatornán 2019. február 25. és május 20. között futott szórakoztató televíziós műsor, amelyet a Villám Géza művésznéven ismert Szabó Gál András rádiós műsorvezető, üzletember vezetett.

## A műsorról
A műsor az amerikai Last Week Tonight With John Oliver és a Saturday Night Live című varietéshow "Weekend Update" című blokkjához hasonlóan épült fel. Első felében a hét legfontosabb híreit kommentálta Villám Géza, illetve bevágott szkeccsek formájában színészek jelentkeztek be, hol riporterként, hol szereplőként. A reklámszünet után pedig mindig az adott hét fő témáját dolgozták fel, alaposan körbejárva, részben humorosan, részben komoly tanulsággal zárva. Az adásban szerepelt egy Mészáros Lőrincet ábrázoló "Lölő-bögre" is, melybe minden rossz szóvicc után pénz került elhelyezésre, s amelyet az évad végén egy alapítvány kaphatott meg.
A műsort az alacsony nézettségre hivatkozva szüntette meg a Comedy Central, így a 2019 őszére várt második évad végül nem került adásba.

## Epizódok
| #   | Cím                                                | Premier           |
| --- | -------------------------------------------------- | ----------------- |
| 1.  | Fake news                                          | 2019. február 25. |
| 2.  | Történelmi filmek                                  | 2019. március 4.  |
| 3.  | Ellenzék                                           | 2019. március 11. |
| 4.  | Népesedés                                          | 2019. március 18. |
| 5.  | Bulinegyed és a fapados turizmus                   | 2019. március 25. |
| 6.  | Orosz befolyás                                     | 2019. április 1.  |
| 7.  | Migráció                                           | 2019. április 8.  |
| 8.  | Internet- és közösségi média-függőség              | 2019. április 15. |
| 9.  | Összeesküvéselméletek                              | 2019. április 29. |
| 10. | Brexit                                             | 2019. május 6.    |
| 11. | Klímakatasztrófa                                   | 2019. május 13.   |
| 12. | Európai parlamenti választások / Magyar labdarúgás | 2019. május 20.   |